# Herman Diedrich Spöring (Naturforscher)
Herman Diedrich Spöring (* 1733 im schwedischen Åbo, heute Turku, Finnland; † 24. Januar 1771 auf der HMS Endeavour im Indischen Ozean) war ein schwedisch-finnischer Zeichner und Naturforscher, der durch seine Zeichnungen auf der ersten Forschungsreise von Kapitän James Cook bekannt geworden ist.

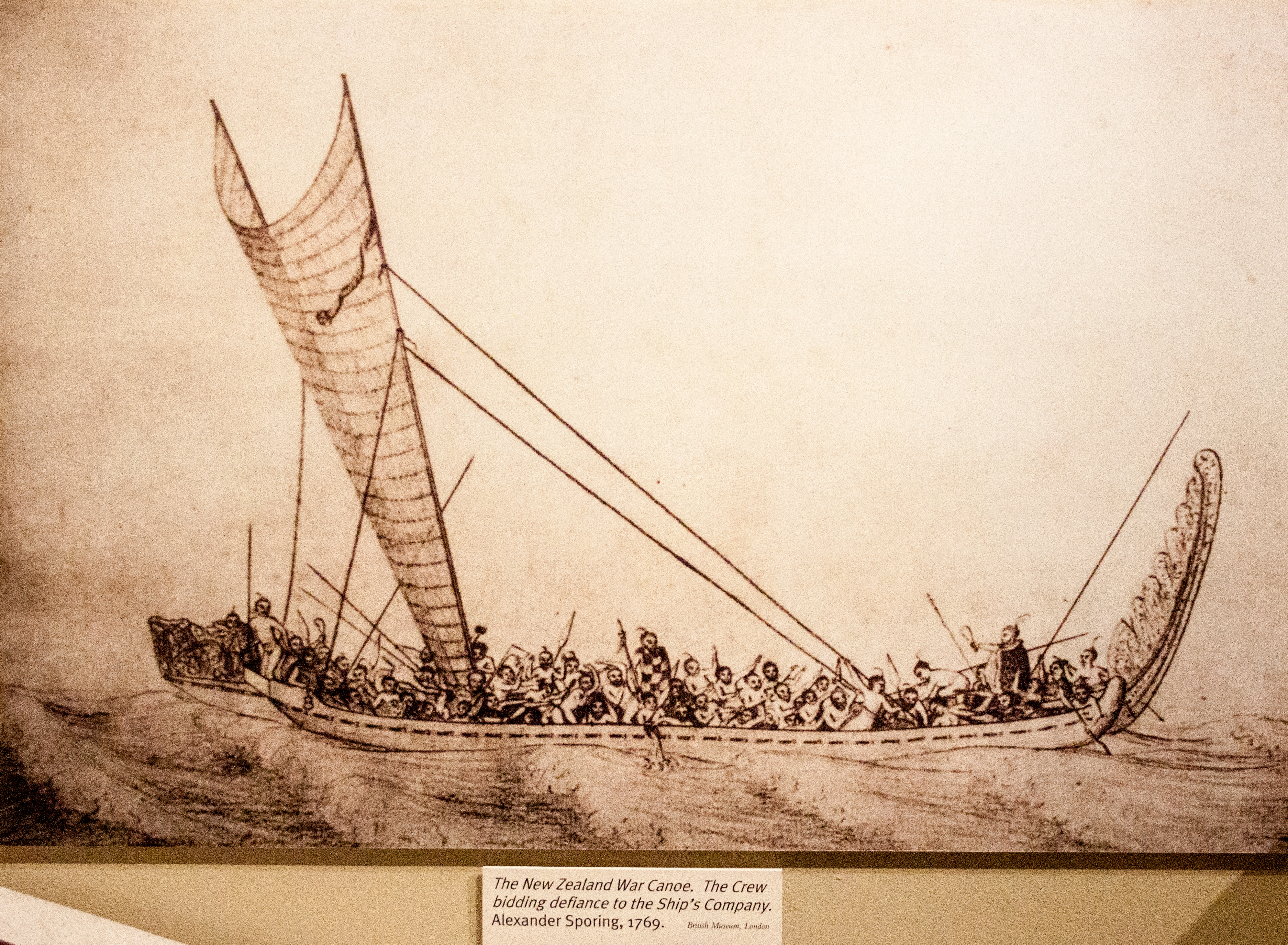
Zeichnung von Spöring

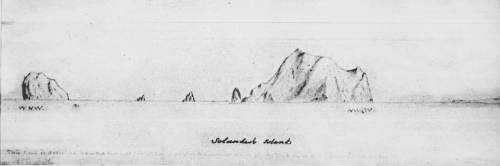
Solander Islands, Zeichnung von Spöring, 1770

## Leben
Herman Diedrich Spöring, dessen Großeltern aus Deutschland stammten, wurde 1733 in der damaligen schwedischen Stadt Åbo als Sohn der Eheleute Herman Diedrich Spöring (1701–1747), Professor der Medizin (1728–1747) an der Akademie in Åbo, heute Turku, und Hedvig Ulrika Meurman geboren. Spöring hatte eine überlebende Schwester von sieben Geschwistern. Er begann an der Akademie in Åbo, an der sein Vater lehrte, Medizin zu studieren, wechselte 1753 nach Stockholm, wo er sein Medizinstudium mit der Spezialisierung Chirurgie fortsetzte, aber nicht beendete.
1755 ging er nach London, wo er sich 11 Jahre lang als Uhrmacher seinen Lebensunterhalt verdiente. 1766 wurde er mit dem schwedischen Botaniker Daniel Solander bekannt, der zu der Zeit im Natural History Department des British Museum als Assistent an der Katalogisierung der naturgeschichtlichen Sammlung des Museums arbeitete. Solander verschaffte Spöring im Museum eine Arbeit als sein persönlicher Angestellter. Durch Solander lernte Spöring auch den englischen Botaniker Joseph Banks kennen, der 1768 Spöring als wissenschaftlichen Mitarbeiter für Cooks erste Forschungsreise in die Südsee anheuerte.
Spörings Talent als Zeichner kam zum Ausdruck, als während der Expedition in der Botany Bay Sydney Parkinson (1745–1771), ein Zeichner, mit seiner Arbeit überlastet war und Spöring helfend einsprang und verschiedene Tierzeichnungen anfertigte. In Folge arbeiteten beide auf der Reise zusammen. Viele seiner Zeichnungen wurden publiziert, wie z. B. 1968 in dem Buch von Peter Whitehead mit 40 Zeichnungen von Fischen, oder von Alwyne Wheeler, die einen Katalog des British Museums herausgebracht hat, in dem Zeichnungen veröffentlicht wurden.
Doch Spöring zeichnete neben Tieren und Pflanzen auch Landschaften auf der Expeditionsreise. Zu den bekanntesten Zeichnungen gehört Arched Rock, die im Oktober 1769 in der Tolaga Bay an der Ostküste der Nordinsel von Neuseeland entstand. Eine der Bucht vorgelagerte Insel, die heute wieder ihren maorischen Namen Pourewa Island trägt, wurde seinerzeit zu Ehren Spörings von James Cook Spöring Island genannt.
Auf der Rückreise der Südsee-Expedition, erkrankte Spöring an Ruhr und Malaria und verstarb zwei Tage vor seinem Kollegen Parkinson am 24. Januar 1771 auf dem Weg zwischen der Insel Java und dem Kap der Guten Hoffnung. Spöring fand seine letzte Ruhestätte im Indischen Ozean.

## Ehrung
1990 wurde ein Stück des Felsens von Pourewa Island nach Turku transportiert und Spöring zu Ehren damit ein Denkmal gesetzt. Er wird mit diesem Denkmal in Finnland u. a. als erster Finne verehrt, der seinen Fuß auf neuseeländischen Boden gesetzt hat.